# Modesto (piłkarz)
Modesto Malachias, znany jako Modesto (ur. 20 marca 1950 w Campos) – piłkarz brazylijski, występujący podczas kariery na pozycji środkowego obrońcy.

## Kariera klubowa
Modesto karierę piłkarską rozpoczął w klubie Palmeiras São João da Boa Vista, 1971 roku. W kolejnych latach występował w Barretos i Uberabie. W 1976 roku przeszedł do Clube Atlético Mineiro. W lidze zadebiutował 5 września 1976 w wygranym 1-0 spotkaniu derbowym z Américą Belo Horizonte. Z Atlético Mineiro Modesto dwukrotnie zdobył mistrzostwo stanu Minas Gerais – Campeonato Mineiro w 1976 i 1978. Ogółem w barwach klubu z Belo Horizonte wystąpił w 106 meczach i strzelił 5 bramek.
W 1979 występował w Vila Nova Goiânia, a w 1980 w Atlético Goianiense. Z Vila Novą zdobył mistrzostwo stanu Goiás – Campeonato Goiano. W Atlético Goianiense Modesto po raz ostatni wystąpił w I lidze brazylijskiej 7 maja 1980 w przegranym 0-4 meczu z SC Internacional. Ogółem w latach 1976–1980 w I lidze brazylijskiej rozegrał 63 spotkania i strzelił 2 bramki.

## Kariera reprezentacyjna
Modesto ma za sobą powołania do reprezentacji Brazylii. W 1975 roku był członkiem kadry na Copa América 1975. Na turnieju był rezerwowym i nie wystąpił w żadnym meczu. Modesto nigdy nie wystąpił w reprezentacji.